# Annie Louisa Walker
Annie (Anna) Louisa Walker (* 23. Juni 1836 in Staffordshire; † 7. Juli 1907 in Bath, Somerset) war eine britische Lehrerin und Autorin. Sie wirkte in Kanada und England. Sie schrieb fünf Romane und zwei Gedichtbände und gab eine Autobiografie heraus. Ihr Gedicht The Night Cometh lieferte den Text des bekannten Liedes Work, for the night is coming. Veröffentlichungen und Neuausgaben nach ihrer Heirat 1884 nennen Mrs. Harry Coghill als Autorin.

## Leben
Walker wurde als Tochter von Robert und Anna Walker in Staffordshire geboren. Sie war das jüngste der neun Kinder ihres Vaters, drei waren direkte Geschwister, die Brüder Thomas, Andrew und Charles, die älteren stammten aus zwei früheren Ehen ihres Vaters. Ihr Vater war Bauingenieur, der die Familie um 1853 nach Pointe-Lévy in Québec brachte, wo er bei der Grand Trunk Railway beschäftigt war. Im Jahr 1858 zog die Familie erneut um, und zwar nach Sarnia in Ontario. Bald nach ihrer Ankunft gründeten Anna Louisa sowie ihre Schwestern Frances und Isabella eine private Mädchenschule. Die Schule war nur wenige Jahre in Betrieb, bevor der Tod von Frances und Isabella ihre Schließung erzwang.
Walker hatte bereits als Teenager begonnen, Gedichte in Zeitungen und Zeitschriften zu veröffentlichen. Im Jahr 1861 gab sie eine anonyme Sammlung mit dem Titel Leaves from the Backwoods heraus. Diese wurde in Montreal von John Lovell gedruckt.[4] Ein Gedicht daraus, The Night Cometh, wurde von Ira D. Sankey vertont, der es als KirchenIied Work, for the night is coming in der Sammlung Sacred Songs and Solos veröffentlichte. Da das Gedicht anonym veröffentlicht wurde, erhielt Walker keine Anerkennung für den Text. Es stützt sich auf einen Vers aus dem Johannes-Evangelium (Joh 9,4 ). Die meisten Gedichte in Walkers Sammlung haben religiöse oder naturbezogeneThemen.
1863 oder 1864 begleitete Walker ihre Eltern zurück nach England, wo ihr Vater im September 1864 starb; bald darauf auch ihre Mutter. 1866 fand sie eine Stelle als Haushälterin bei ihrer Cousine zweiten Grades, Margaret Oliphant. Oliphant war eine erfolgreiche Schriftstellerin und ermutigte Walker, eher Belletristik als Gedichte zu schreiben, und empfahl ihre Werke an Verlage, mit denen sie bereits Kontakt hatte.
Walkers erster Roman A Canadian Heroine erschien 1873. Er handelt von einer 16-Jährigen, die in einer kleinen Stadt am Sankt-Lorenz-Strom lebt und von einem kanadischen Mann umworben wird, den sie aber fast vertreibt, als sie sich in einen englischen Aristokraten verliebt, der zu Besuch ist. Das Interesse des Engländers an ihr erweist sich als flüchtig. Die Geschichte entwickelt sich zu einer Allegorie für das, was Walker als die Naivität der neuen Welt und die Verderbtheit der alten empfand.
Walkers zweiter Roman Hollywood folgte 1875. 1876 veröffentlichte sie eine Sammlung mit dem Titel Plays for Children. Walkers dritter Roman Against her Will, der 1877 erschien, beschreibt, wie eine junge Frau mit der Krankheit ihres Vaters fertig wird. Ihre Kompetenz und ihre Charakterstärke erinnern an die Idee der Neuen Frau, die sich zu dieser Zeit entwickelt.
Walkers vierter Roman Lady's Holm wurde 1878 von Samuel Tinsley & Company veröffentlicht. Eine Rezension in The Spectator lobte ihn für seine „malerischen Beschreibungen und die gute, prägnante Charakterzeichnung“. Die Rezension in The Academy lobte die Geschichte für ihre Charakterentwicklung, ihre anschauliche Sprache und ihre Ganzheitlichkeit, kritisierte aber den etwas altbackenen und veralteten Stil. Walkers fünfter Roman Two Rival Lovers folgte 1881.
Am 29. Januar 1884 heiratete Walker Harry Coghill, einen wohlhabenden Witwer, der sein Vermögen mit der Herstellung von Chemikalien gemacht hatte. Die Familie ließ sich in Staffordshire nieder.
Im Jahr 1890 wurde ihr Band Oak and Maple: English and Canadian Verses unter ihrem Ehenamen Mrs. Harry Coghill veröffentlicht. Mehr als die Hälfte der darin enthaltenen Gedichte wurden aus Leaves from the Backwoods nachgedruckt. Auch The Night Cometh ist darunter, und Walker merkt an, dass sie die Verwendung des Gedichts in einem Lied entdeckt habe und dass es im Gesangbuch falsch zugeordnet wäre. Nachdem sie das Lied auf einer Veranstaltung der Abstinenzbewegung gehört hatte, spürte sie die Quelle auf, und spätere Wiedergaben wurden korrekt zugeordnet.
Walker veröffentlichte 1894 The Trial of Mary Broom; a Staffordshire Story, einen sechsten Roman. Harry Coghill starb 1897.
1899 fungierte Walker als Herausgeberin der Autobiographie und Briefe von Margaret Oliphant.

## Werke (Auswahl)
- Mrs. Harry Coghill: Leaves from the Backwoods. John Lovell, Montreal 1861 (canadiana.ca).
- Mrs. Harry Coghill: A Canadian Heroine. Tinsley Brothers, London 1873.
  - Band I
  - Band II
  - Band III
- Mrs. Harry Coghill: Against her will. Samuel Tinsley, London 1877.
  - Band I
  - Band II
  - Band III
- Mrs. Harry Coghill: Oak and Maple: English and Canadian verses. Kegan Paul, London 1890 (canadiana.ca).